# Juan Pablo Sáez
Juan Pablo Sáez Rey (20 de agosto de 1972) es un actor, gestor cultural y docente de instituto chileno. Dentro de su carrera actoral, ha participado en distintas obras de teatro, películas y teleseries. Además, durante 2006 y 2007 fue el conductor de las últimas temporadas del programa juvenil Mekano de Mega. En 2002, asumió como Director de la Escuela de Teatro del Instituto Profesional AIEP. En cuanto a su labor como gestor cultural, Sáez fue el fundador del Teatro San Ginés.
Fue elegido consejero regional Metropolitano por la circunscripción Cordillera en las elecciones de 2013.

## Filmografía

### Películas
- Punto de partida (2001)
- El Leyton: Hasta que la muerte nos separe (2002) - Leyton
- La última luna (2002)
- Al sur de ninguna parte (2002)
- B-Happy (2003) - Francisco
- Azul y blanco (2004) - Azul
- Mujeres infieles (2004) - Ramiro
- Horcón, al sur de ninguna parte (2005) - Álvaro
- Rojo intenso (2006)
- Normal con alas (2007) - Novio Mamá de Maida
- Lokas (2008) - Julián

### Teleseries
| Teleseries | Teleseries               | Teleseries           | Teleseries  |
| Año        | Teleserie                | Rol                  | Canal       |
| ---------- | ------------------------ | -------------------- | ----------- |
| 1994       | Rojo y Miel              |                      | TVN         |
| 1996       | Adrenalina               | DJ Billy Donoso      | Canal 13    |
| 1997       | Playa salvaje            | Emilio Fernández     | Canal 13    |
| 1998       | Marparaíso               | Rómulo de la Riva    | Canal 13    |
| 1999       | Cerro Alegre             | Juan Pablo León      | Canal 13    |
| 2000       | Santo ladrón             | Ricardo Avendaño     | TVN         |
| 2009       | Los ángeles de Estela    | Entrenador de fútbol | TVN         |
| 2012       | Soltera otra vez         | Renato Correa        | Canal 13    |
| 2014       | El amor lo manejo yo     | Nicky                | TVN         |
| 2020       | Gemelas                  | Pablo Lorenzini      | Chilevisión |
| 2020       | 100 días para enamorarse | Sebastian Ruiz       | Mega        |

### Series
| Teleseries | Teleseries           | Teleseries           | Teleseries  |
| Año        | Serie                | Rol                  | Canal       |
| ---------- | -------------------- | -------------------- | ----------- |
| 2011       | El lagarto           |                      | Vía X       |
| 2013       | El hombre de tu vida | Sergio "Checho" Jara | Canal 13    |
| 2013       | Infieles             | Nelson               | Chilevision |
| 2015       | Los años dorados     | Daniel               | UCV         |

### Programas de televisión
- Proyecto 48 (TNT, 2004) - Conductor.
- Saping (Mega, 2005) - Conductor.
- Mekano (Mega, 2006-2007) - Conductor.
- A las 11 (Telecanal, 2013) - Comentarista de espectáculos.

## Historial electoral

### Elecciones de consejeros regionales de 2013
| Candidatos                    | Candidatos           | Partido | Votos  | %     | Resultado |
| ----------------------------- | -------------------- | ------- | ------ | ----- | --------- |
| Todos a La Moneda             | Julio Oliva          | ILA     | 3047   | 2,13  |           |
| Todos a La Moneda             | Maura Fajardo        | ILA     | 2162   | 1,51  |           |
| Todos a La Moneda             | Laura Flores         | ILA     | 3305   | 2,32  |           |
| Nueva Mayoría por Chile       | José Nahuel Marihuan | PCCh    | 16 392 | 11,51 |           |
| Nueva Mayoría por Chile       | Jaime Escudero       | PPD     | 16 614 | 11,66 | Consejero |
| Nueva Constitución para Chile | Bastián Burgos       | ILH     | 4976   | 3,49  |           |
| Nueva Constitución para Chile | Michael Cigna        | ILH     | 1485   | 1,04  |           |
| Nueva Constitución para Chile | Sandra Osses         | ILH     | 2731   | 1,91  |           |
| Si tú quieres, Chile cambia   | Luis Jiménez         | ILI     | 7876   | 5,53  |           |
| Si tú quieres, Chile cambia   | Néstor Ramírez       | ILI     | 3478   | 2,44  |           |
| Alianza                       | Claudia Faundez      | RN      | 25 567 | 17,95 | Consejera |
| Alianza                       | Pedro Contreras      | RN      | 6192   | 4,34  |           |
| Alianza                       | Francisco Moreno     | UDI     | 11 035 | 7,74  |           |
| Nueva Mayoría para Chile      | Juan Pablo Sáez      | ILK     | 19 171 | 13,46 | Consejero |
| Nueva Mayoría para Chile      | Carlos Andrade       | PS      | 15 403 | 10,81 |           |
| Nueva Mayoría para Chile      | Julia Cancino        | PS      | 2960   | 2,07  |           |

### Elecciones municipales de 2021
- Elecciones municipales de 2021 para la alcaldía de Ñuñoa[4]

| Candidato                   | Pacto                         | Partido | Votos  | %     | Resultado |
| --------------------------- | ----------------------------- | ------- | ------ | ----- | --------- |
| Emilia Ríos Saavedra        | Frente Amplio                 | RD      | 34 646 | 31,84 | Alcaldesa |
| Guido Benavides Araneda     | Chile Vamos                   | RN      | 31 907 | 29,32 |           |
| Alejandra Placencia Cabello | Chile Digno, Verde y Soberano | PCCh    | 24 398 | 22,42 |           |
| Juan Pablo Sáez Rey         | Unidos por la Dignidad        | DC      | 16 142 | 14,83 |           |
| Rodrigo Maureira Vasquez    | Unión Patriótica              | UPA     | 1728   | 1,59  |           |